# Friedrich Accum
Friedrich Christian Accum o Frederick Accum (Bückeburg, 29 marzo 1769 – Berlino, 28 giugno 1838) è stato un chimico tedesco, che ottenne notevoli successi nel campo dell'illuminazione a gas, nel contrasto alla sofisticazione alimentare e nella divulgazione della chimica.

## Biografia

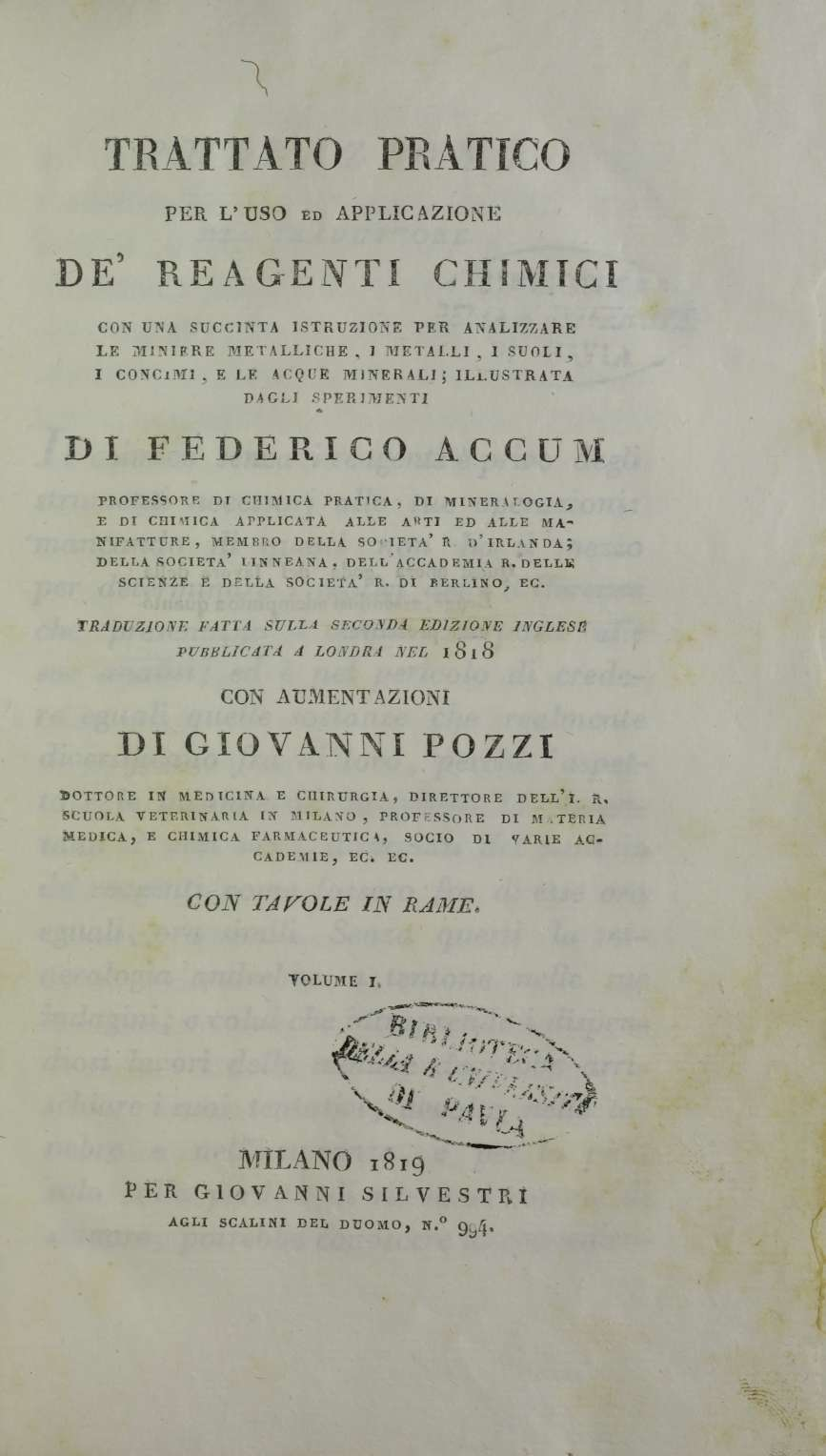
Trattato pratico per l'uso ed applicazione de' reagenti chimici, 1819

Nato a Bückeburg in Vestfalia, divenne apprendista in una locale farmacia. Nel 1793 si trasferì a Londra dove lavorò nel laboratorio farmaceutico di proprietà del padre di William Thomas Brande. In quegli anni conobbe William Nicholson, fondatore del Journal of Natural Philosophy, Chemistry and the Arts, che lo utilizzò come traduttore dal tedesco.

### Attività educativa e didattica
Nel 1800 Accum aprì un proprio laboratorio, nel quale iniziò a offrire anche lezioni creando ua vera e propria scuola. La sua attività di educatore continuò in seguito in varie forme. Dal 1801 al 1803 fu assunto dalla Royal Institution come chemical operator, e collaborò con Thomas Garnett e Humphry Davy. Lasciò la posizione per dedicarsi all'insegnamento privato di chimica e mineralogia. Riprese l'insegnamento pubblico nel 1809, quando accettò una posizione di professore di chimica alla Surrey Institution.

## Opere
- Trattato pratico per l'uso ed applicazione de' reagenti chimici [Practical essay on chemical re-agents, or tests], vol. 1, Milano, Giovanni Silvestri, 1819.
- Trattato pratico per l'uso ed applicazione de' reagenti chimici [Practical essay on chemical re-agents, or tests], vol. 2, Milano, Giovanni Silvestri, 1819.
- Divertimento chimico [Chemical amusement], vol. 1, Milano, Ranieri Fanfani, 1829.
- Divertimento chimico [Chemical amusement], vol. 2, Milano, Ranieri Fanfani, 1829.